# Nika Mikołajów
Nika Mikołajów (ukr. МЖФК «Ніка» Миколаїв) – ukraiński klub piłki nożnej kobiet, mający siedzibę w mieście Mikołajów, na południu kraju, grający od sezonu 2020/21 w rozgrywkach ukraińskiej Wyższej ligi piłki nożnej.

## Historia
Chronologia nazw:
- 2014: ŻFK Torpedoczka Mikołajów (ukr. ЖФК «Торпедочка» Миколаїв)
- 2017: ŻFK Orion-Auto Mikołajów (ukr. ЖФК «Оріон-Авто» Миколаїв)
- 2019: ŻFK Spartak-Orion Mikołajów (ukr. ЖФК «Спартак-Оріон» Миколаїв)
- 2020: MŻFK Nika (ukr. МЖФК «Ніка»)

Klub piłkarski Torpedoczka' został założony w Mikołajowie w 2014 roku. W sezonie 2014 zespół startował w rozgrywkach Pierwszej ligi, zajmując drugie miejsce w grupie drugiej. Potem jednak przegrał 1:4 w półfinale z Tarnopolczanką oraz 0:5 w meczu o 3.miejsce z Oswita-DJuSSz-3 Iwano-Frankiwsk. W następnym sezonie znów był drugim w grupie. W 2016 drużyna zwyciężyła w swojej grupie, ale potem w turnieju finałowym zajęła ostatnie trzecie miejsce w grupie drugiej. W 2017 klub zmienił nazwę na Orion-Auto, ale po zajęciu trzeciego miejsca w swojej grupie w sezonie 2017/18 zrezygnował z występów w kolejnym sezonie 2018/19. W 2019 klub przyjął nazwę ŻFK Spartak-Orion i ponownie startował w Pierwszej lidze. Po wygraniu grupy drugiej otrzymał promocje do Wyższej ligi. Latem 2020 klub zmienił nazwę na MŻFK Nika. Debiutowy sezon 2020/21 na najwyższym poziomie zakończył na końcowej siódmej pozycji.

## Barwy klubowe, strój, herb, hymn
|  |  |

Klub ma barwy biało-niebieskie. Piłkarki domowe spotkania zazwyczaj grają w błękitnych koszulkach, czarnych spodenkach oraz czarnych getrach.

## Sukcesy

### Trofea międzynarodowe
Nie uczestniczył w rozgrywkach europejskich (stan na 31-05-2021).

### Trofea krajowe
| \| \| Zdobyte trofea w rozgrywkach Ukrainy (stan na: 31-05-2021) \| |                                                            |      |                                 |
| Rozgrywki                                                           | Osiągnięcie                                                | Razy | Sezon(y)                        |
| Mistrzostwo                                                         | I miejsce                                                  | 0    |                                 |
| Mistrzostwo                                                         | II miejsce                                                 | 0    |                                 |
| Mistrzostwo                                                         | III miejsce                                                | 0    |                                 |
| Mistrzostwo                                                         | 7.miejsce                                                  | 1    | 2020/21                         |
| Puchar                                                              | zdobywca                                                   | 0    |                                 |
| Puchar                                                              | finalista                                                  | 0    |                                 |
| Puchar                                                              | ćwierćfinalista                                            | 1    | 2020/21                         |
| II liga                                                             | I miejsce                                                  | 1    | 2019/20 (B)                     |
| II liga                                                             | II miejsce                                                 | 2    | 2014 (B), 2015 (B)              |
| II liga                                                             | III miejsce                                                | 3    | 2016 (B), 2017 (B), 2017/18 (B) |
| Ukraina                                                             | Zdobyte trofea w rozgrywkach Ukrainy (stan na: 31-05-2021) |      |                                 |

## Poszczególne sezony

### Rozgrywki międzynarodowe

#### Europejskie puchary
Nie uczestniczył w rozgrywkach europejskich (stan na 31-05-2021).

### Rozgrywki krajowe
| \| Ukraina \| Bilans występów klubu w rozgrywkach piłkarskich Ukrainy (Stan na 31 maja 2021 r.) \| \| |                                                                                   |        |       |   |   |   |    |    |     |                    |        |        |      |
| Poziom                                                                                                | Rozgrywki                                                                         | Sezony | Mecze | Z | R | P | B+ | B– | Pkt | Lata               | Awanse | Spadki | Naj. |
| I | Wyszcza liha                                                                      | 1      |       |   |   |   |    |    |     | od 2020            | 0      | 0      | 7    |
| II | Persza liha                                                                       | 6      |       |   |   |   |    |    |     | 2014–2018, 2019/20 | 1      | 0      | 1    |
| | Puchar Ukrainy                                                                    | 0      |       |   |   |   |    |    |     | od 2019            | 0      | 0      | 1/4  |
| Ukraina                                                                                               | Bilans występów klubu w rozgrywkach piłkarskich Ukrainy (Stan na 31 maja 2021 r.) |        |       |   |   |   |    |    |     |                    |        |        |      |

## Struktura klubu

### Stadion
Klub rozgrywa swoje mecze domowe na stadionie Park Peremohy w Mikołajowie o pojemności 5 tys. widzów.

### Inne sekcje
Klub oprócz głównej drużyny prowadzi drużynę młodzieżowe oraz dla dzieci, grające w turniejach miejskich.

## Kibice i rywalizacja z innymi klubami

### Derby
- Czornomoroczka Odessa